# Merchant Marine Meritorious Service Medal
La Merchant Marine Meritorious Service Medal (en français : Médaille du service méritoire de la marine marchande), en abrégé MMMSM, est une décoration civile de la marine marchande des États-Unis.
Elle est décernée à tout marin d'un navire exploité par ou pour la War Shipping Administration et qui est recommandé par l'Administrateur pour sa conduite ou pour un service de nature méritoire, mais pas suffisante pour justifier la Merchant Marine Distinguished Service Medal (Médaille du service distingué de la marine marchande).
Le règlement affirme qu'il ne doit pas avoir plus d'une médaille délivrée par marin, mais si celui-ci, par ses actions, peut justifier l'attribution d'une autre médaille, il lui sera remis un insigne (étoile de bronze) à apposer à la fois sur le ruban de suspension de la médaille et la barre de ruban.

## Historique
La Merchant Marine Meritorious Service Medal a été établie par Executive Order 9472, le 29 août 1944 (modifié par E.O. 9692, le 5 février 1946) par le Président Franklin D. Roosevelt.

## Conception
Conçu par Paul Manship, les récompenses suivantes de la médaille sont représentées par des étoiles d'or de 5/16e de pouce apposées à la fois sur le ruban de suspension et sur la barre de ruban.

Ceci est également utilisés pour la Merchant Marine Mariner's Medal (Médaille du marin de la marine marchande) et de la Merchant Marine Distinguished Service Medal (Médaille pour service distingué de la marine marchande).

## Sources
- (en) Cet article est partiellement ou en totalité issu de l’article de Wikipédia en anglais intitulé « Merchant Marine Meritorious Service Medal » (voir la liste des auteurs).